# سيف غاي
سيف غاي (ソードガイ Sōdo Gai) هي سلسلة مانغا يابانيّة كتبها توشيكي اينو مع المصمّم كيتا أميمييا وسيناريو من قبل ووسامو كاين. أول عشر حلقات ("الجزء الأول") من انمي  بعنوان سوردغاي: ذا أنيميشن تم إصدارها على نيتفليكس في جميع أنحاء العالم تحديدًا 23 مارس 2018. الجزء الثاني المقرر عرضه في صيف عام 2018.

## القصة
شاب يصبح المضيف الأسطوري لسيف الجهنمي، مع مصير البشرية الآن في ذراعه، يستخدمُ قوته الشيطانية ضد أعدائه.

## الشخصيات
غاي أوغاتا (緒方 凱)
أداء صوتي: يوتو أويمورا
سييا إتشوجو (一条晴也)
أداء صوتي: يويتشيرو أوميهارا
ساياكا أوغاتا (緒方 さやか)
أداء صوتي: يوكا أيساكا
امون أوغاتا (緒方 亜門)
أداء صوتي: جوجي ناكاتا
ناوكي مايكي (三木 直樹)
أداء صوتي: توموكازو سوغيتا
ماركوس ليثوس (マーカス・リートス)
أداء صوتي: هيرو شيمونو
تاكوما ميورا (三浦 琢磨)
أداء صوتي: توشيهيكو سيكي
كيوكا كاغامي (鏡 京香)
أداء صوتي: رينا ساتو
غريمس (グリムス)
أداء صوتي: تاكايا كورودا

## وسائل الإعلام

### المانغا
بدأ تسلسلها في شوغاكوكان للمانغا السينن في مجلة البطل في عام 2012 وتمّ جمعها في ستة مجلدات تانكوبون. تتمة السلسلة المعروفة باسم سورد غاي إفولفي (ソードガイ エヴォルヴ Sōdo Gai Evolve) صدر في عام 2016 وهو مستمر حاليا.

### الأنمي
أنمي صُدر  أصلا من قبل دي إل إ  وكان من المقرر أن عرضهُ في أبريل 2016 لكن ذلك تأجل إلى أجل غير مسمى حتى قامت نيتفليكس ببثّ المسلسل في جميع أنحاء العالم في 23 مارس 2018. توموهيتو ناكا قام بتوجيه السلسلة فحين تاكاهيرو تاكاهيرو إيكوزويه عمل في منصب المدير، اينو أصبح الكاتب، اتسوكي ناكاجيما اهتمّ بتصميم الشخصيات، توشيكي كامايامه كان مصمم الأصوات وكوتارو ناكاجاوا ألّفَ الموسيقى. كلٌّ من؛ لاندكوي استوديوز ودي إل إ و برودكشن آي جي قاموا بالإنتاج. أغنية البداية هي "Sadame Goto" (サダメゴト What is Predestined) من قبل يوتو أويمورا.
| رقم الحلقة | تاريخ العرض  |
| ---------- | ------------ |
| 1          | 23 مارس 2018 |
| 2          | 23 مارس 2018 |
| 3          | 23 مارس 2018 |
| 4          | 23 مارس 2018 |
| 5          | 23 مارس 2018 |
| 6          | 23 مارس 2018 |
| 7          | 23 مارس 2018 |
| 8          | 23 مارس 2018 |
| 9          | 23 مارس 2018 |
| 10         | 23 مارس 2018 |
| 11         | 23 مارس 2018 |
| 12         | 23 مارس 2018 |

## وصلات خارجية
- Official manga website
 (باليابانية)

- سيف غاي على موقع ANN manga (الإنجليزية)